# May Blossom
Pour les articles homonymes, voir Blossom.
Pour plus de détails, voir Fiche technique et Distribution.
May Blossom est un film muet américain réalisé par Allan Dwan et sorti en 1915.

## Fiche technique
- Titre : May Blossom
- Réalisation : Allan Dwan
- Scénario : David Belasco, d'après sa pièce
- Chef opérateur : H. Lyman Broening
- Genre : Film dramatique
- Production : Famous Players Film Company
- Distribution : Paramount Pictures
- Date de sortie :
  - États-Unis : 15 avril 1915

## Distribution
- Russell Bassett : Tom Blossom
- Donald Crisp : Steve Harland
- Marshall Neilan : Richard Ashcroft
- Gertrude Norman : Tante Deborah
- Gertrude Robinson : May Blossom